# Beleg van Heusden (1589)
Het Beleg van Heusden was een belegering van de vestingstad Heusden in het hertogdom Brabant in de zomer van 1589, tijdens de Tachtigjarige Oorlog. Karel van Mansfeld had het bevel over de belegering omdat Parma met gezondheidsproblemen kampte. Het beleg van Heusden was Parma's laatste militaire onderneming in de Nederlanden.
Omdat Mansfeld zijn soldaten niet betalen kon, braken zij het beleg af en keerden terug naar hun standplaats. Het lukte Maurits door het opwerpen van schansen de resterende legers terug te laten trekken. Uiteindelijk trokken de belegeraars zich in oktober allemaal terug wegens het niet uitbetalen van hun soldij.

## Achtergrond

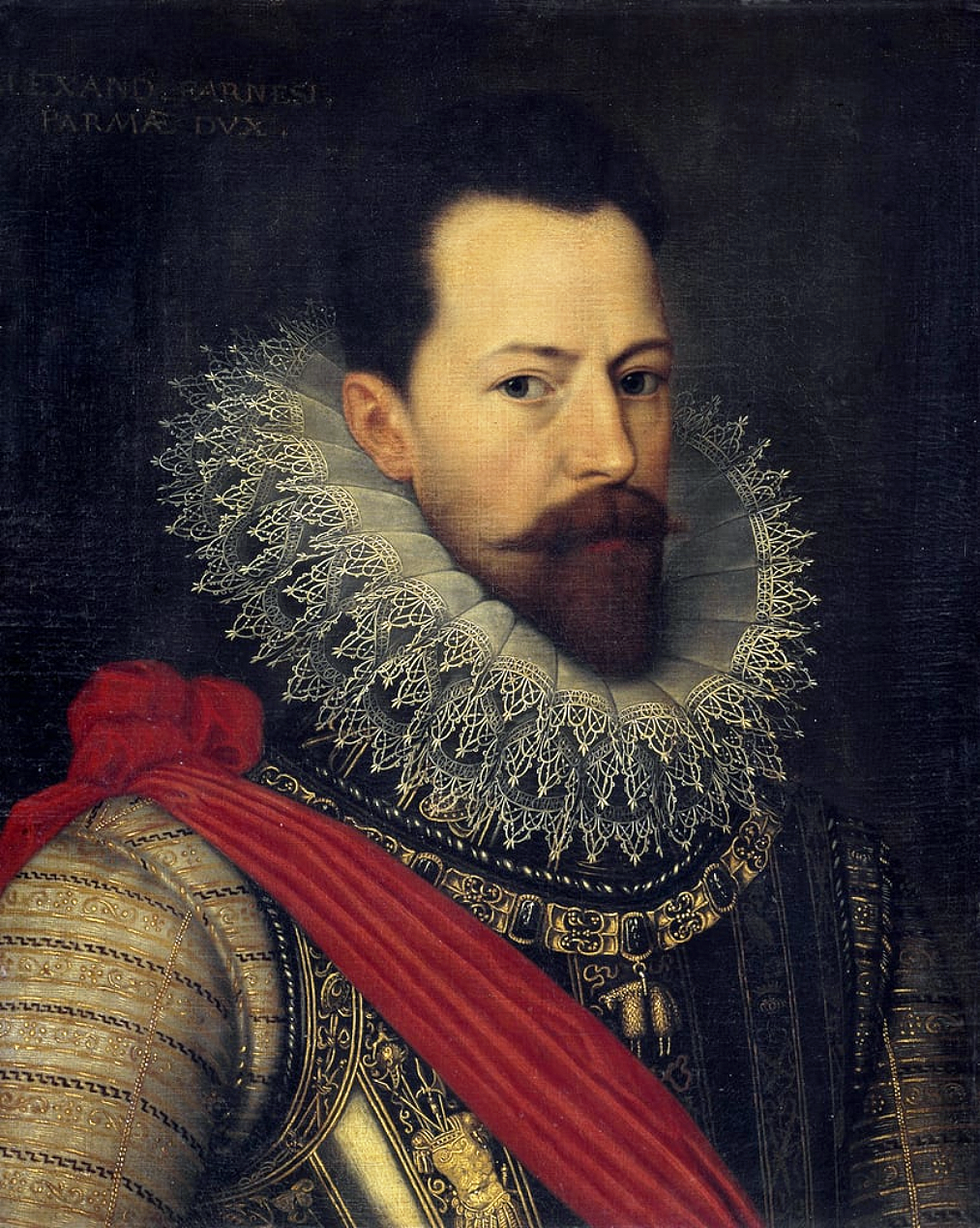
Alexander Farnese, hertog van Parma. Otto van Veen

Het mislukte Beleg van Bergen op Zoom was een smet op de roemrijke carrière van Parma geweest. Zijn vijanden profiteerden hiervan door hem bij koning Filips in diskrediet te brengen. Onbekwaamheid, traagheid, omkoping en zelfs verraad waren woorden die aan het Spaanse hof in de mond werden genomen. De hertog van Medina-Sidonia die aan leiding stond van die operatie zei dat er onvoldoende voorbereiding was geweest. Dit alles na negen jaren succes.
De Zuidelijke Nederlanden hadden flink te lijden onder de oorlog. Er was economische achteruitgang. Van handel en nijverheid berooft waren de Zuidelijke Nederlanden niet langer in staat om de enorme kosten van het Leger van Vlaanderen op te brengen. Dagelijks trokken duizenden mensen naar de Noordelijke Nederlanden. Tevergeefs wendde Parma zich tot Filips om soldij te vragen voor de soldaten. Men verbaasde zich dat hij geld nodig had, dat kon hij toch uit de gewesten putten? Nog een reden van verdachtmaking.
Parma kampte met gezondheidsproblemen. Daarom gaf hij opdracht aan Mansfeld om Heusden te veroveren. De heer van Varambon trok naar Rheinberg om die stad te belegeren. Hij nam daar meteen kasteel Bleijenbeek in, dat aan Maarten Schenk toebehoorde. Ook Verdugo hervatte de strijd, zodat de Republiek van drie kanten onder vuur lag.

## Verloop

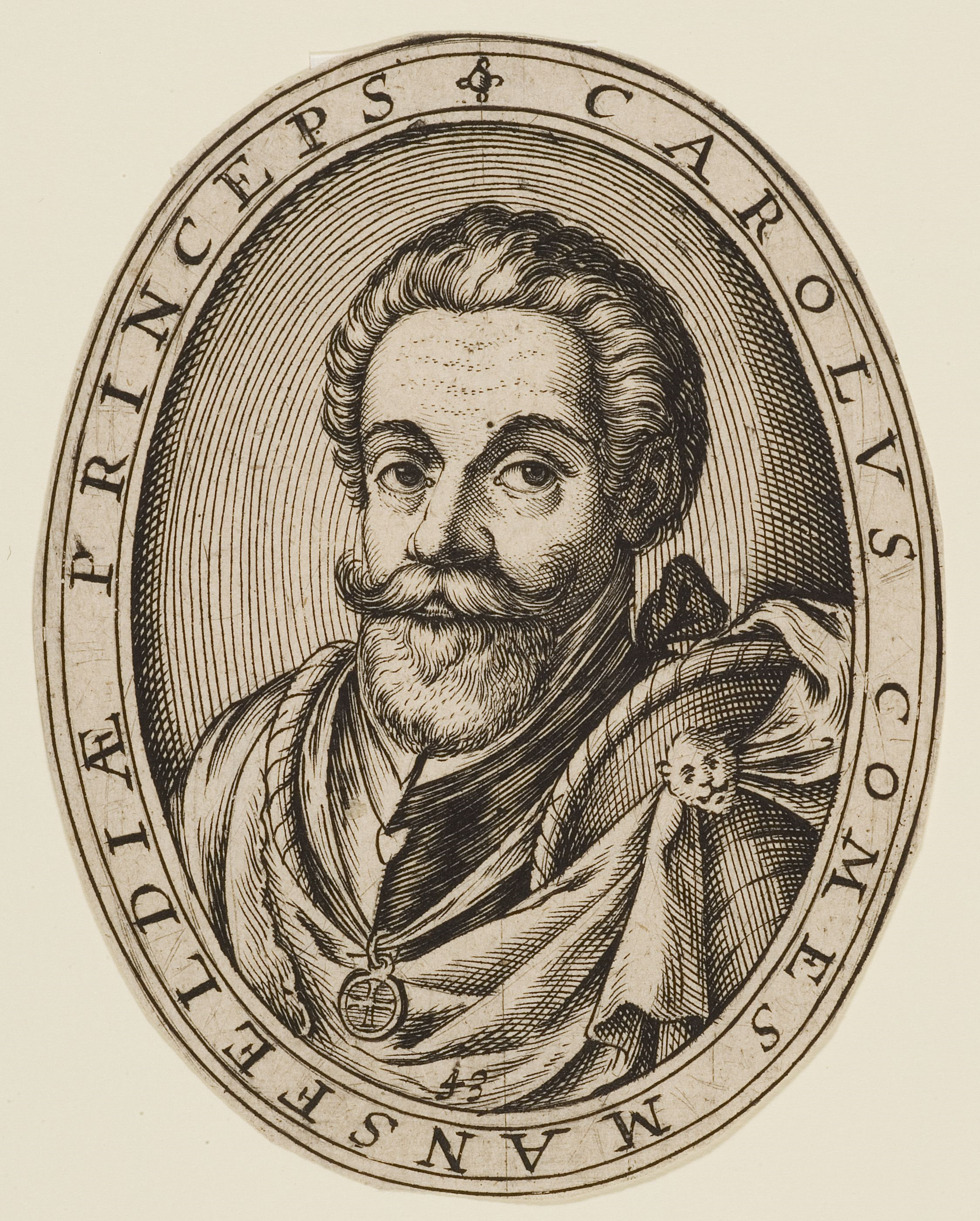
Karel van Mansfeld

Maurits gaf opdracht om Heusden van extra bezetting te voorzien, voordat Mansfeld de hele stad ingesloten had. Hij plaatste zichzelf aan het hoofd van die troepen. Ondanks dat de Staten hem hadden verzocht "het wat rustiger aan te doen". Het Spaanse leger was al in de Bommelerwaard doorgedrongen, terwijl Maurits nog maar vijftienhonderd soldaten verzameld had. In Heusden was een bekwame bevelhebber binnen de stad, Karel van Levin die ervoor zorgde dat Heusden weerstand bood. Mansfeld had echter wel kastelen in de omgeving veroverd en maakte zijn troepen gereed om de Waal over te steken om het graafschap Holland in te trekken.
Het moreel onder deze troepen was slecht was wegens achterstallige soldij-uitbetalingen. Parma had met moeite het gemor kunnen smoren, maar Mansfeld lag niet zo goed bij de soldaten. Parma's afwezigheid deed hun haat voor de norse en strenge Mansfeld opnieuw aanwakkeren. Het regiment Leyva weigerde de Maas over te steken voordat het soldij was betaald. Mansfeld probeerde tevergeefs op het muitende regiment in te praten. Het regiment trok terug naar Grave. Deze situatie gaf Maurits juist de extra tijd dat hij nodig had. Hij liet in de Tielerwaard drie schansen opwerpen, zodat Mansfeld gedwongen werd zijn leger terug te trekken. Het beleg van Heusden werd tot in oktober voortgezet, maar werd op dezelfde wijze opgebroken.

## Nasleep
Parma was na het mislukken van dit beleg naar Spa getrokken voor zijn gezondheid. Italianen hadden geklaagd dat de Spanjaarden hem vergiftigd zouden hebben. Parma had zich daarna op Noordelijke Nederlanden willen richten, maar werd door de Spaanse koning opgeroepen om tegen Frankrijk Hendrik IV te gaan vechten, voor het beleg van Parijs. Hij moest vanwege zijn gezondheidsproblemen het commando overdragen aan zijn zoon Ranuccio en werd nadien door Filips ontslagen als landvoogd en vestigde zich in Atrecht, in het graafschap Vlaanderen.